# Glibodol
Glibodol (deutsch Kappelmont) ist eine Ortschaft in der Gespanschaft Lika-Senj, Kroatien mit 41 Einwohnern. Die Ortschaft gehört zur Gemeinde Brinje.

## Geographie
Glibodol liegt im Norden der landwirtschaftlich geprägten Lika, im nordöstlichen Teil der Gemeinde Brinje. Das Gebiet der Ortschaft grenzt an die Dörfer Lipice, Letinac,  Dabar und Stajnica.

## Persönlichkeiten

### Söhne und Töchter des Ortes
- Duško Ljuština  (Glibodol, 1947.), Direktor des Theaters Kerempuh, Stadtrat für Kultur, Bildung und Sport in Zagreb
- Danko Ljuština, Schauspieler